# Primordi seminal

Esquema d'un primordi seminal en les gimnospermes i angiospermes.

A les plantes amb llavors, el primordi seminal o òvul és un megasporangi (la nucel·la) embolcallat per un o més teguments, i que posteriorment a la fecundació es transforma en la llavor. També s'anomena rudiment seminal o òvul tot i que aquest últim terme es fa servir més en el món animal amb el significat de gàmeta femení.
Generalment pren una forma ovoide i és unit a la placenta a través del funicle (petit peu) i la calaza (zona de transició entre funicle i nucel·la). Consta de fora a dins d'un o dos teguments, de la nucel·la i del sac embrionari, i presenta terminalment una obertura anomenada micròpil. A dintre seu, en el cas de les gimnospermes, l'única megàspora formada (sac embrionari) dona lloc a un gametòfit femení pluricel·lular, que formarà generalment uns quants arquegonis molt simplificats, cadascun amb la seva ovocèl·lula. En canvi, a les angiospermes el nucli inicial del sac embrionari es divideix per a donar pocs nuclis fills, generalment 8, que es distribueixen en cèl·lules de situació i nom particulars. En general, hi ha 1 ovocèl·lula, 2 sinèrgides (a costat i costat de l'ovocèl·lula), 3 antípodes (basals), i la cèl·lula central binucleada anomenada nuclis polars o, si s'uneixen entre ells, nucli secundari del sac embrionari, que té una dotació cromosòmica 2n.
Segons la posició del primordi seminal poden diferenciar:
- Primordi seminal àtrop (o ortòtrop): quan està en posició erecta amb el funicle i el micròpil diametralment oposats
- Primordi seminal anàtrop: quan està totalment capgirat amb el micròpil a tocar del funicle
- Primordi seminal campilòtrop: quan està en entregirat 90 graus